# Dani Luna
Chloe Smyth (Croydon, 2 de março de 1999), conhecida pelo nome de ringue Dani Luna, é uma lutadora profissional inglesa que trabalha atualmente para a Total Nonstop Action Wrestling (TNA), onde conquistou duas vezes o Campeonato Mundial de Duplas das Knockouts da TNA ao lado de Jody Threat. Ela também luta em sua terra natal, na Inglaterra, para a Revolution Pro Wrestling (RevPro), onde foi campeã uma vez do Campeonato Britânico Feminino Indiscutível.
De 2020 a 2022, ela trabalhou para a WWE, onde atuou no plantel da marca NXT UK.

## Carreira na luta livre profissional

### Início de carreira (2016–2020, 2017)
Smith fez sua estreia no wrestling em 3 de dezembro de 2016, utilizando seu nome real, e lutou na promoção inglesa Evolution, onde foi derrotada por Lana Austin. Dois meses depois, ela retornou à Evolution, perdendo uma luta handicap 2 contra 1 para Mya Mae e Sierra Loxton. Em 2017, ela fez sua estreia na British Empire Wrestling. Após algumas derrotas, ela decidiu se apresentar em várias outras promoções, como Preston City Wrestling, Dragon Pro Wrestling, International Pro Wrestling: United Kingdom e Pro Wrestling Chaos. Durante esse período, conseguiu conquistar três títulos.
Luna retornou ao circuito independente após sua saída do WWE NXT UK, trabalhando para Progress Wrestling, Pro Wrestling Chaos, Fife Pro Wrestling Asylum, One Pro Wrestling e várias outras promoções.

### WWE (2019–2022)
Luna fez sua estreia na WWE no episódio de 3 de julho de 2019 do NXT UK, formando uma equipe com Mercedez Blaze em uma luta handicap 2 contra 1 contra Jazzy Gabert, onde sua dupla foi derrotada. Ela apareceu novamente no episódio de 31 de julho, onde perdeu para Rhea Ripley. No episódio de 25 de setembro do NXT UK, Luna perdeu para Nina Samuels pela terceira vez.
Em 31 de janeiro de 2020, Luna assinou um contrato com a WWE. No episódio de 6 de fevereiro do NXT UK, ela perdeu para Piper Niven. No episódio de 12 de março do NXT UK, ela derrotou Amale por desqualificação, após ser atacada pela campeã feminina do NXT UK, Kay Lee Ray. No episódio de 19 de março do NXT UK, ela desafiou Ray pelo Campeonato Feminino do NXT UK, mas perdeu a luta. Em 2021, Luna formou um grupo com Flash Morgan Webster e Mark Andrews, chamado Subculture. Em 18 de agosto de 2022, foi anunciado que Luna havia sido liberada de seu contrato com a WWE.

### Revolution Pro Wrestling (2022–presente)
Em 17 de dezembro, no RevPro Uprising, Luna conquistou o Campeonato Feminino Southside ao derrotar Kanji. Ela perdeu o título para Skye Smitson em 26 de março de 2023, no Revolution Rumble. Em 16 de dezembro, no Uprising 2023, Luna conquistou o Campeonato Britânico Feminino Indiscutível, derrotando Alex Windsor. Em 24 de agosto de 2024, no RevPro 12th Anniversary Show, Luna perdeu o Campeonato Britânico Feminino Indiscutível para Mina Shirakawa, encerrando seu reinado após 252 dias.

### Impact Wrestling / Total Nonstop Action Wrestling (2023–presente)
No episódio de 12 de maio de 2023 do Impact!, foi anunciado que Webster e Andrews (acompanhados por Luna) desafiariam os campeões mundiais de duplas do Impact, ABC (Ace Austin e Chris Bey), no Under Siege, marcando a primeira aparição de Luna no Impact Wrestling. Em 1º de junho, Luna teve sua primeira luta no Impact, onde foi derrotada por Jody Threat.
Em 21 de dezembro de 2023, foi anunciado pela recém-renomeada TNA Wrestling que Luna havia assinado com a promoção.
Em 13 de janeiro de 2024, no Hard to Kill, Luna competiria em uma luta Ultimate X para determinar a desafiante número um ao Campeonato Mundial das Knockouts da TNA, que seria vencida por Gisele Shaw. Em 8 de março de 2024, no Sacrifice, Luna e Jody Threat derrotaram MK Ultra (Killer Kelly e Masha Slamovich) para se tornarem as novas campeãs mundiais de duplas das Knockouts da TNA, conquistando o primeiro campeonato de Luna na TNA. Em 3 de maio, no Under Siege, Threat e Luna foram derrotadas por Masha Slamovich e Alisha Edwards, encerrando seu reinado após 56 dias. Elas reconquistaram o Campeonato Mundial de Duplas das Knockouts da TNA no Victory Road, em 13 de setembro.
Spitfire manteve o título nos meses seguintes contra Carlee Bright e Kendal Grey no Impact!, Wendy Choo e Rosemary no Bound for Glory, e Ash by Elegance e Heather by Elegance no Genesis. No entanto, perderam os títulos para Ash e Heather no Sacrifice. Em 23 de maio de 2025, no Under Siege, Spitfire foi derrotada por Ash e Heather by Elegance, resultando na dissolução da equipe de Dani Luna e Jody Threat.

## Títulos e prêmios
- Deadlock Pro-Wrestling
  - DPW Women's Worlds Championship (1 vez)
  - Torneio Battle Of The Best (2024)
- Dragon Pro Wrestling
  - Celtic Crown Women's Championship (1 vez, final)
- Pro Wrestling Chaos
  - All Wales Championship (1 vez)[24]
  - Maiden of Chaos Championship (1 vez)
- Pro Wrestling Illustrated
  - PWI a colocou na #23ª posição das 250 melhores lutadoras individuais no PWI Women's 250 em 2024[25]
- Pro Wrestling SOUL
  - SOUL Women's Championship (1 vez, inaugural, final)
  - SOUL Women's Championship Tournament (2019)
- Revolution Pro Wrestling
  - RevPro British Women's Championship (1 vez)
  - Southside Women's Championship (1 vez)[26]
- Total Nonstop Action Wrestling
  - Campeonato Mundial de Duplas das Knockouts da TNA (2 vezes) – com Jody Threat
  - Prêmios de Fim de Ano da TNA
    - Dupla do Ano das Knockouts (2024) – com Jody Threat